# 安宅小百合
安宅 小百合（あたか さゆり、1991年11月22日 - ）は日本で活動するミュージカル俳優である。秋田県秋田市土崎港出身。劇団四季所属。

## 来歴
秋田和洋女子高等学校卒業後2010年に劇団四季研究所へ入所し、2011年1月6日に開幕した嵐の中の子どもたち全国公演のカロリー役で初舞台出演を果たした。2013年には桃次郎の冒険のさくらんぼ役で地元凱旋を果たしあさ採りワイド秋田便へ出演した。

## 主な出演作品
- 嵐の中の子どもたち（2011年カロリー）
- ユタと不思議な仲間たち（2011年モンゼ）（ダンジャ）（たま子）（桃子）
- 桃次郎の冒険 （2012年さくらんぼ）
- マンマミーア!（2013年アリ）
- 王子とこじき（2015年アンサンブル）
- キャッツ（ジェニエニドッツ）